# Blue Devils FC
A Blue Devils FC egy kanadai labdarúgócsapat, amelynek székhelye az Ontario állambeli Oakville városában található. A klub 2015 óta a kanadai másodosztályban, a League1 Ontario-ban szerepel. Hazai mérkőzéseit az 1 000 néző befogadására alkalmas Sheridan Trafalgar Stadionban játssza. A tartomány másodosztályának bajnoki címét kétszer (2015-ben és 2017-ben) szerezték meg.

## Sikerek
- League1 Ontario
  - Bajnok (2): 2015, 2017

## További hivatkozások
- Hivatalos honlapja